# Rinerhorn
Rinerhorn er en 2.528 meter høj bjergtop i Albulaalperne i den schweiziske kanton Graubünden. Bjerget ligger umiddelbart syd for Davos. Rinerhorn er et velbesøgt udflugtsmål for både sommerturister og skiturister.

## Navnets opståen
Navnet ’Rinerhorn’ menes at have sit udgangspunkt i, at den dal, hvori bjerget har sit fraløb, oprindeligt er kaldt ’Rin’, der er en gammel betegnelse på egnen for vandløb, og som også kendes fra Rhinen, der har sit udspring tæt herpå. Og sidste del af navnet ’horn’ er en almindeligt anvendt betegnelse for en bjergtop, kendes også fra fx Matterhorn eller Schilthorn.

## Geografi
Rinerhorn ligger med sin vestlige side ud mod dalen Landwassertal og afgrænses mod øst af dalen Sertig, hvor bjergets nordlige side afvandes. Rinerhorn danner den nordlige spids af en højderyg, der løber fra syd til nord. De omkringliggende bjerge er: Marchhüreli (2.578 m.o.h.), Bachhorn (2.908 m.o.h.), Älplihorn (3.006 m.o.h.) samt Chrachenhorn (2.891 m.o.h.).
De nærmeste byer er Davos mod nord, otte km borte i lige linje. Vestpå, og umiddelbart under bjerget, ligger Glarus, der er en mindre bebyggelse med egen jernbanestation. Mod øst ligger den blinde dal Sertigtal med landsbyen Sertig.

## Turistområdet
For såvel sommerturister på bjergvandring eller vinterturister på pisterne starter den nærliggende vej op på bjerget ved jernbanestationen på Landwasserstrasse i Glarus. Herfra går svævebanen Rinerhornbahn op til plateauet Jatzmeder, hvor der er restaurant og hvorfra områdets skilifter udgår og hvorfra de fint afmærkede vandreruter starter. Fra Rinerhornbahns endestation er der en times vandretur op til toppen af Rinerhorn.
På de østvendte skråninger af Rinerhorn har der siden starten af 1960'erne været et vintersportssted med skilifter op i en højde af 2.492 m.o.h. Udover den nævnte Rinerhornbahn (lukkede gondoler) er der fire almindelige skilifter. Det er altsammen en del af skiområdet ’’Davos Klosters Mountains’’.

## Billedgalleri
- Udsigt fra toppen med svævebanestationen ved Jatzmeden til venstre i billedet.
- Davos set fra Rinerhorn
- Vejviser på toppen af Rinerhorn
- Gondol fra Rinerhornbahn på vej op ad bjerget
- Svævebanen Rinerhornbahn

## Eksterne links
- Wikimedia Commons har flere filer relateret til Rinerhorn